# Ahmad Jalayir

Azië in de 14de eeuw

Ahmad Jalayir of Ahmet Jalayir was sultan van de Jalayiriden van 1382 tot 1410 en heerser over Bagdad. Gewild of ongewild zal hij geheel West-Azië in vuur en vlam zetten. Hij was de zoon van Sheikh Awais Jalayir of Uvais I. Na de dood van zijn vader brak een troonstrijd onder zijn zonen uit en Ahmet trok aan het langste eind.

## Situatie
In Centraal-Azië ontstond er een strijd tussen Tochtamysj, khan van de Gouden Horde en Timoer Lenk van het Kanaat van Chagatai, de inzet was Perzië-Irak. Het motto van Timoer Lenk was "de vrienden van mijn vijand zijn mijn vijanden", " het beschermen van mijn vijanden, is gelijk aan een oorlogsverklaring". Tussen beiden brak er oorlog uit (1385-1395) die eindigde met het verlies van Tochtamysj in de Slag aan de Terek in 1395. Tijdens die oorlog viel Timoer, Bagdad binnen in 1393 en Ahmet in plaats van zich te onderwerpen, vluchtte hij naar het Mammelukkensultanaat Caïro, die daarmee op de zwarte lijst kwam te staan. Timoer trok zich terug en veroverde eerst het sultanaat Delhi.

## Timoer's campagne in Syrië en Anatolië

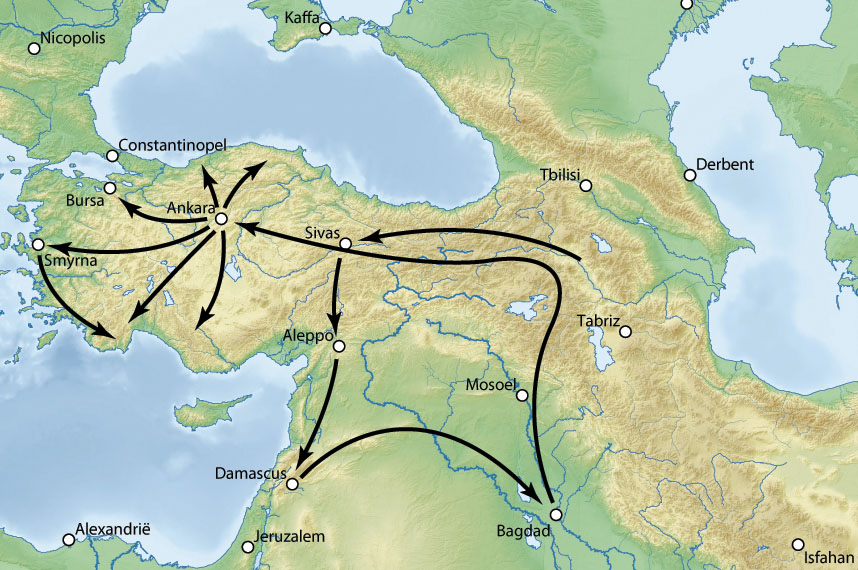
Timoers campagne in Syrië en Anatolië

Bij zijn terugkeer uit Indië ging Timoer op zoek naar Ahmet. Onderweg vernietigde hij de steden Aleppo (1400), Damascus en Bagdad (1401). Bagdad was intussen bezet door de Sjiitische Kara Koyunlu. Ahmet en de leider van de Kara Koyunlu, Kara Yusuf waren ditmaal gevlucht naar het Ottomaanse Rijk. Sultan Bayezid I zege zeker sinds zijn overwinning tegen de kruisvaarders in de Slag bij Nicopolis, durfde de confrontatie met Timoer aan. Timoer versloeg Bayezid in de Slag bij Ankara op 20 juli 1402 en nam hem gevangen. Ahmet en Kara Yusuf waren intussen gevlucht naar Cairo, daar werden ze door de sultan gevangengezet als losgeld voor een eventuele aanval van Timoer op Egypte.

## Einde
Toen Timoer in 1405 stierf, werden Ahmet en Yusuf vrijgelaten. Ahmet keerde terug naar Bagdad en Yusuf naar Tabriz (Iran). Lang zal hun verstandhouding niet duren. Ahmet viel Yusuf aan, verloor de slag en werd geëxecuteerd (1410). Vanaf 1411 was Perzië-Irak in handen van de Kara Koyunlu of de Zwarte Schapen. 